# セイラム魔女裁判の年表

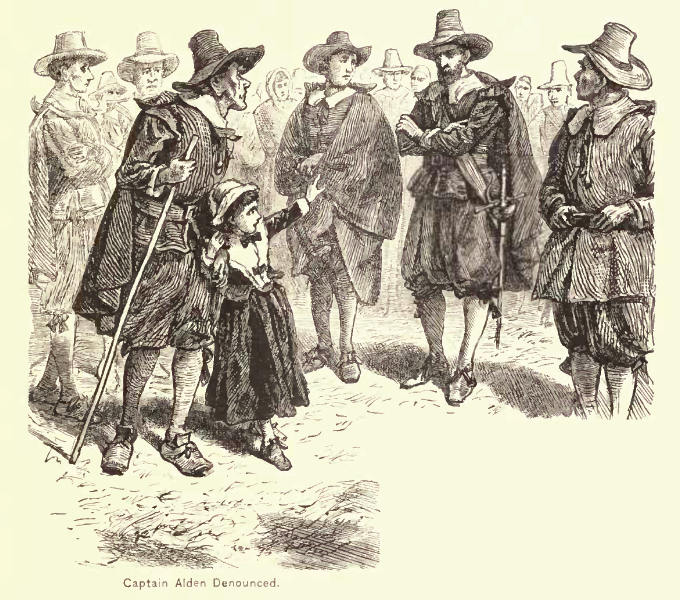
キャプテン・オールデンの訴追

セイラム魔女裁判の年表（セイラムまじょさいばんのねんぴょう）は、セイラム魔女裁判の出来事の時系列順の概要。

## 先行の事件
1688年
ボストンのグッドウィン家の数人の子供たちの行動は、アイルランドの洗濯婦のアン・グラバー（グッド・グラバーとも呼ばれる）を、魔女の被疑で告発させ、彼女の裁判と処刑をもたらした。
1689年
コットン・マザーはグッドウィン家とグラバーに対する彼の考えを含む 『魔術と所有に関する特筆すべき摂理』を出版する。
11月: サミュエル・パリスがセイラムの新しい牧師に任命される。パリスはボストンからセイラムに移り、『特筆すべき摂理』が出版される。
1691年
10月16日: 村人は、パリスをセイラムから追い出し、彼に給料を支払わないようにすることを誓う。

## 告発の発生
1692年
1月20日: 11歳のアビゲイル・ウィリアムズと9歳のエリザベス・パリスは、グッドウィン家の子供たちが3年前に行動した時と同じように行動し始める。間もなく、アン・パットナム・ジュニアと他のセイラムの少女たちも同様の行動を始める。
2月中旬: 地元の医師（歴史的にドクター・グリッグスと見なされている）は、「苦しんでいる」女の子を診察し、初めて魔術が原因であるかもしれないことを示唆する。
2月25日頃: パリス家の隣人メアリー・シブリーは、イングランド地方に伝わる「白魔法」の方法に基づく、誰が魔術使いであるかを発見するための方法であるライ麦粉と少女たちの尿を混合した「魔女のケーキ」を犬に与える方法を、ティテュバの夫であるジョン・インディアンに教える。彼女は後にこのことについてパリス牧師に呼び出され、彼女の後悔の念の表明は会衆によって受け入れられる。牧師や市民が誰が少女たちの奇妙な行動を引き起こしたのかと圧力をかけると、エリザベス・パリスはティテュバを指名する。少女たちは後に、サラ・オズボーンとサラ・グッドを魔女の罪で告発する。
2月29日: エリザベス・パリス、アビゲイル・ウィリアムズ、アン・パットナム・ジュニア、エリザベス・ハバードを苦しませた罪で、サラ・グッド、サラ・オズボーン、ティテュバを逮捕する令状を、ジョセフ・ハッチンソン、トーマス・パットナム、エドワード・パットナム、トーマス・プレストンによる正式な訴状に基づいて、ジョン・ホーソーンとジョナサン・コーウィン裁判官が発行する。
3月1日-3月7日: 治安判事のジョン・ホーソーンとジョナサン・コーウィンは、数日間に亘ってグッド、オズボーン、ティテュバを尋問する。ティテュバは苦しめた罪を自白し、グッドとオズボーンも共謀者であると証言する。
3月11日: アン・パットナム・ジュニアが魔術による苦痛の症状を示す。マーシー・ルイス、メアリー・ウォルコット、メアリー・ウォーレンも後に苦痛を申し立て始める。 
3月12日: アン・パットナム・ジュニアは、マーサ・コーリーを魔術使いで告発する。
3月19日: アビゲイル・ウィリアムズは、レベッカ・ナースが魔女だと告発する。
3月21日: 治安判事のホーソーンとコーウィンはマーサ・コーリーを取り調べる。
3月23日: セイラムの保安官補サミュエル・ブラブルックは、4歳のドロシー・グッドを逮捕する。
3月24日: コーウィンとホーソーンはレベッカ・ナースとドロシー・グッドを取り調べる。
3月26日: ジョン・ホーソーン、ジョナサン・コーウィン、ジョン・ハギンソン牧師は、ドロシー・グッドを牢屋に入れるべきかどうかを審議する。
3月28日: エリザベス・プロクターが魔女として告発される。
4月3日: サラ・クロイスは、彼女の姉、レベッカ・ナースを守ったことで魔女として告発される。
4月11日: サラ・クロイスとエリザベス・プロクターは、トマス・ダンフォース副総督と総督評議員の前で審査される。 同じ日、エリザベスの夫、ジョン・プロクターは魔術使いとして告発を受けた最初の男になり、投獄される。
4月初め: プロクター家の召使いであり、告訴者でもあるメアリー・ウォーレンは嘘を認め、他の少女たちが嘘をついていると告発する。
4月13日: アン・パットナム・ジュニアは、ジャイルズ・コーリーを魔術使いとして告訴し、コーリーの家で死んだ男が彼女を悩ませていると主張する。
4月19日: アビゲイル・ホッブズ、ブリジット・ビショップ、ジャイルズ・コーリー、メアリー・ウォーレンが取り調べられる。デリヴァランス・ホッブズは魔術を使ったと自白する。メアリー・ウォーレンは、自分が魔女だと告発される圧力の下、4月上旬に述べた陳述を取り下げ、再び告発者となる。
4月22日: 彼女の姉レベッカ・ナースを擁護していたメアリー・イースティは、ホーソーンとコーウィンの尋問を受ける。ホーソーンとコーウィンはネヘミヤ・アボット・ジュニア、サラ・ワイルズウィリアムとデリヴァランス・ホッブズ、エドワードとサラ・ビショップ、メアリー・ブラックとメアリー・イングリッシュ取り調べている。
4月30日: いくつかの少女たちは元セイラムの牧師ジョージ・バロウズが魔術を使ったとして告発する。
5月2日: ホーソーンとコーウィンはサラ・モーリー、リンダ・ダスティン、スザンナ・マーティンとドーカス・ホアーを取り調べる
5月4日: ジョージ・バロウズはメイン地方で逮捕され、3日後にセイラムに送還され、その後刑務所に送られる。
5月9日: コーウィンとホーソーンはジョージ・バロウズとサラ・チャーチルを取り調べる。 バロウズはボストン刑務所に移送される。
5月10日: コーウィンとホーソーンはジョージ・ジェイコブスと孫娘マーガレット・ジェイコブスを取り調べる。サラ・オズボーンが獄死する。
5月14日: 新しく任命された植民地の総督であるインクリーズ・マザー牧師とウィリアム・フィップス卿がボストンに到着する。彼らはマサチューセッツ湾直轄植民地を設立する新しい憲章を持って来ていた。
5月18日: メアリー・イースティは刑務所から釈放される。彼女の告発者が抗議した後、彼女は再び逮捕される。ロジャー・トゥーセーカーが魔術の罪で逮捕される。
5月27日: ウィリアム・フィップス総督は、オイヤー・アンド・ターミナー裁判所の委員を務め、ナサニエル・サルトンストール、バルトロメウ・ゲドニー、ピーター・サージェント、サミュエル・セウェル、ウィリアム・ストートン副総督を任命する。
5月31日: ホーソーン、コーウィン、ゲドニーは、マーサ・キャリア、ジョン・オールデン、ウィルモット・レッド、エリザベス・ハウ、フィリップ・イングリッシュを取り調べる。オールデンとイングリッシュは後に刑務所から脱出し、戻ることはなかった。

## 正式な起訴[8]
6月2日: ブリジット・ビショップは正式に起訴され、裁判にかけられ、魔女として有罪判決を受けたセイラム魔女裁判の最初の人物である。彼女は死刑判決を受ける。
6月10日: ブリジット・ビショップがギャロウズ・ヒルで絞首刑を執行される。
6月16日: ロジャー・トゥーセーカーが獄死する。
6月28日-29日: サラ・グッドが裁判を受け、有罪判決を受ける。
6月29日: スザンナ・マーティンとレベッカ・ナースが裁判を受け、有罪判決を受ける
6月30日: エリザベス・ハウが裁判を受け、有罪判決を受ける。
7月2日: サラ・ワイルズが裁判を受け、有罪判決を受ける。
7月19日: サラ・グッド、スザンナ・マーティン、レベッカ・ナース、エリザベス・ハウ、サラ・ワイルズの絞首刑が執行される。
8月3日: マーサ・キャリアが裁判を受け、有罪判決を受ける。
8月4日: ジョージ・ジェイコブス・シニアとジョン・ウィラードが裁判を受け、有罪判決を受ける
8月5日: ジョージ・バロウズ、エリザベス・プロクター、ジョン・プロクターが裁判を受け、有罪判決を受ける。
8月19日: マーサ・キャリア、ジョージ・ジェイコブス・シニア、ジョン・ウィラード、ジョージ・バロウズ、ジョン・プロクターの絞首刑が執行される。エリザベス・プロクターは妊娠していたため、一時的に執行猶予される。
9月6日: ドーカス・ホアーが裁判を受け、有罪判決を受ける。
9月7日: アリス・パーカーとアン・ピューディエイターが裁判を受け、有罪判決を受ける。
9月8日: マーサ・コーリーが裁判を受け、有罪判決を受ける。
9月9日: メアリー・ブラッドベリーとメアリー・イースティが裁判を受け、有罪判決を受ける。
9月14日: サミュエル・ウォードウェルと ウィルモット・レッドは裁判を受け、有罪判決を受ける。
9月16日: メアリー・パーカーとマーガレット・スコットが裁判を受け、有罪判決を受ける。
9月17日: アビゲイル・フォークナー・シニアが裁判を受け、有罪判決を受ける。 マーガレット・スコット、ウィルモット・レッド、サミュエル・ウォードウェル、メアリー・パーカー、アビゲイル・フォークナーが絞首刑を言い渡される。アビゲイル・フォークナーは妊娠していたため、一時的に執行猶予される。 レベッカ・アーンズ、メアリー・レイシー・シニア、アン・フォスター、アビゲイル・ホッブズは有罪判決を受け、罰金と投獄を言い渡される。
9月19日: ジャイルズ・コーリーは、「神と国の前で」（すなわち、陪審員）に裁かれることを拒否して、圧死させられる。
9月21日: いくつかの牧師は、司法裁判所働きかけ、ドーカス・ホアーの執行を延期して悔い改める時間を与えることに成功する。
9月22日: マーサ・コーリー、メアリー・イースティー、アリス・パーカー、アン・ピューディエイター、マーガレット・スコット、ウィルモット・レッド、サミュエル・ウォードウェル、メアリー・パーカーの絞首刑が執行される。 メアリー・ブラッドベリーは逃亡し、絞首刑から免れる。
10月3日: ハーバード大学の学長であり、コットン・マザーの父親であるインクリーズ・マザー牧師は、霊的証拠の使用を糾弾する。
10月6日: 拘禁された8人の子供たちは、保釈金2500リラで解放される。
10月12日: 総督フィリップスは、ウィリアム2世とメアリー2世の枢密院に対し、「告発者の証拠（すなわち、霊的証拠）が唯一採用された場合、罪のない容疑者の何人かが危険に晒される」と主張し、手続の中止を訴える。
10月29日: フィリップスは更なる逮捕を禁じ、被告人の多くを刑務所から解放し、オイヤー・アンド・ターミナー裁判所を散会する。
12月16日: 1月に召集され、残りの人々を拘束するための、高等裁判所の設置のための法律が可決される。
1693年
1月4日: サラ・バッケリー、マーガレット・ジェイコブス、レベッカ・ジェイコブス、メアリー・ホイットリッジは、裁判にかけられたが、無罪判決を受ける。
1月5日: ジョブ・トーキィ、ハンナ・タイラーは裁判を受け、無罪と判明する。
1月6日: メアリー・マーストン、エリザベス・ジョンソン・シニア、アビゲイル・バーカーは裁判を受け、無罪判決を受ける。
1月7日: メアリータイラーは裁判を受け、無罪と判明する。
1月9日: レベッカ・ジョンソンは布告によって恩赦される。
1月10日: サラ・ウッドウェルは裁判を受け、有罪判決を受ける。彼女の2人の娘サラ・ハウケスと、マーシー・ウッドウェルは、裁判を受け、無罪が判明する。
1月11日: エリザベス・ジョンソン・ジュニアが裁判を受け、有罪判決を受ける。メアリー・ブラックは布告によって恩赦される。
1月12日: メアリーポストは、裁判を受け、有罪判決を受ける。メアリー・ブリジッジス・シニア、ハンナ・ポスト、サラ・ブリッジス、メアリー・オズグッドが裁判を受け、無罪であることが判明する。トーマス・ファラー・シニアは布告によって恩赦される。
1月13日: メアリー・レイシー・ジュニアは裁判を受け、無罪判決を受ける。
2月1日: サラ・コール、リディア・ダスティン、サラ・ダスティン、メアリー・タイラー、メアリー・トゥーセーカーが裁判を受け、無罪判決を受ける。リディア・ダスティンは、看守料を支払うことができないため、解放されない。
2月3日: ジェーン・リリーは、布告によって恩赦された。
2月21日: フィリップス総督は死刑判決を受けた者の処刑を取り消し、53人が既に無罪放免となったことを英国に対して書いた。
3月10日: リディア・ダスティンが獄死する。
4月25日: ジョン・オールデンは、布告によって恩赦された。
5月10日: スザンナ・ポスト、ユーニス・フライ、メアリー・ブリッジス・ジュニア、メアリー・ベイカー、ウィリアム・ベイカー・ジュニアが裁判を受け、無罪判決を受けた。ドロシー・フォークナー、アビゲイル・フォークナー・ジュニア、マーサ・タイラー、ヨハン・タイラー、サラ・ウィルソン・シニア、サラ・ウィルソン・ジュニア、サラ・コールは、布告によって恩赦された。 大陪審はティテュバを起訴することに失敗した。
5月11日: ウィリアム・ホッブズは布告によって恩赦された。

## 余波
1700年
アビゲイル・フォークナー・シニアは、マサチューセッツ州高等裁判所に彼女の名前で私権剥奪されたのを逆転させるよう要請する。
1706年
アン・パットナム・ジュニアは彼女の教会の前に立ち、魔女裁判における自身の役割について謝罪する。